# علم بروفانس ألب كوت دازور
هناك العديد من الأعلام المستخدمة في منطقة بروفانس ألب كوت دازور. تشمل المنطقة الحالية تقريبًا كامل مقاطعة بروفانس السابقة، ومقاطعة نيس، وأفينيون، وكومتات فينايسين، بالإضافة إلى الجزء الجنوبي الشرقي من دوفين، بما في ذلك جبال الألب العليا ودروم، والتي دُمجت في العصور الوسطى ضمن مقاطعة بروفانس، ولكنها الآن تابعة لمنطقة أوفيرن رون ألب. وقد اعتمد المجلس الإقليمي لبروفانس-ألب-كوت دازور شعار نبالة وعلمًا يُذكران بهذه المكونات المختلفة.

## علم المجلس الإقليمي
في عام 1999، اعتمد مجلس منطقة بروفانس ألب كوت دازور علمًا للمنطقة، يتضمن شعارات النبالة للمقاطعات السابقة:
- خلفية ذهبية مع أربعة أعمدة حمراء لبروفانس.
- خلفية ذهبية مع دولفين أزرق سماوي متوج، ملتحٍ، مُلوّن، مُسلوخ، وذو أذنين لدوفين (مقاطعة الألب العليا).
- خلفية فضية مع نسر مُتوّج، يتعدى جبلًا بثلاث قمم سوداء ترتفع من بحر أزرق سماوي، وفضي متموج لمدينة نيس (جزء من مقاطعة الألب البحرية).

توجد هذه العناصر في شعار المنطقة ودرعها، وكذلك في شعار العلامة التجارية التي يروج لها رئيس المجلس الإقليمي منذ عام 2018:

شعار النبالة لمنطقة بروفانس ألب كوت دازور

## أعلام أخرى
علم بروفانس هو العلم التقليدي لمقاطعة بروفانس، بأربعة أشرطة عمودية من الأحمر على خلفية ذهبية. يعود أصله إلى شعار نبالة كونتات برشلونة وقد تبناه أحفادهم، بمن فيهم كونتات بروفانس، وكونتات فوا (ثلاثة أشرطة فقط)، وملوك تاج أراغون في القرن الثاني عشر وملوك مايوركا في القرن الثالث عشر.   ووفقًا لنظرية بديلة، نشأ العلم في بروفانس وكان الكتالونيون هم من استلهموا شعار مملكة آرل الخاص بهم. والدليل على ذلك هو ختم يعود تاريخه إلى ما قبل الظهور الأول لشعار النبالة الكتالوني والمحفوظ في أرشيفات مقاطعة بوش دو رون. 
على الرغم من كونه غير رسمي، يُستخدم هذا الشعار الآن على العديد من المباني العامة وفي العديد من الفعاليات الثقافية في منطقة بروفانس منذ عودته الرمزية من قِبَل حركة فيليبي، مُحاكيًا عودة حركة النهضة الكتالونية إلى السينيرا. كما تستخدمه منطقة بروفانس-ألب-كوت دازور في شعارها وعلمها، إلى جانب النسر الذي يرمز إلى مقاطعة نيس، والدلفين الذي يرمز إلى دوفيني.
هناك أيضًا علم آخر أقل استخدامًا، والذي يستخدم ما يسمى بشعار النبالة "الحديث" لبروفانس، والذي استخدم منذ القرن الثامن عشر فصاعدًا، وهو تبسيط لشعارات بيت أنجو حيث يشير الكسر (العلامة الحمراء) إلى الانتماء إلى فرع صغير من العائلة المالكة الفرنسية، منذ زواج شارل الأول من أنجو، نجل لويس الثامن وشقيق لويس التاسع، من بياتريس من بروفانس، وريثة كونتات برشلونة.

على الرغم من عدم الاحتفاظ به من قبل فيليبريس والمجلس الإقليمي، فإن هذا العلم يرمز بشكل خاص إلى نقش بروفانس في الكل السياسي والثقافي الفرنسي من خلال وساطة بيت أنجو.

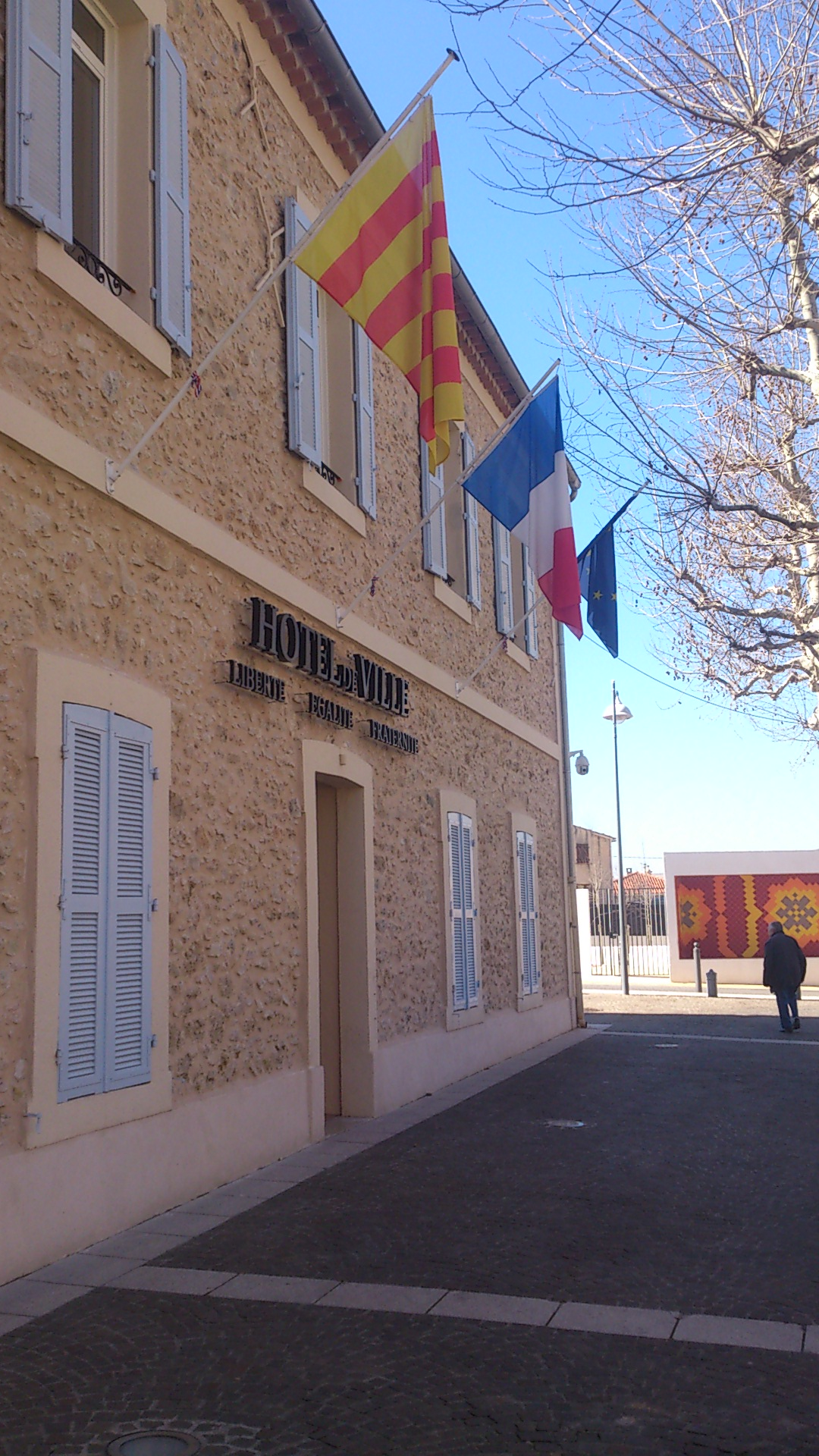
قاعة بلدية جينياك-لا-نيرثي.
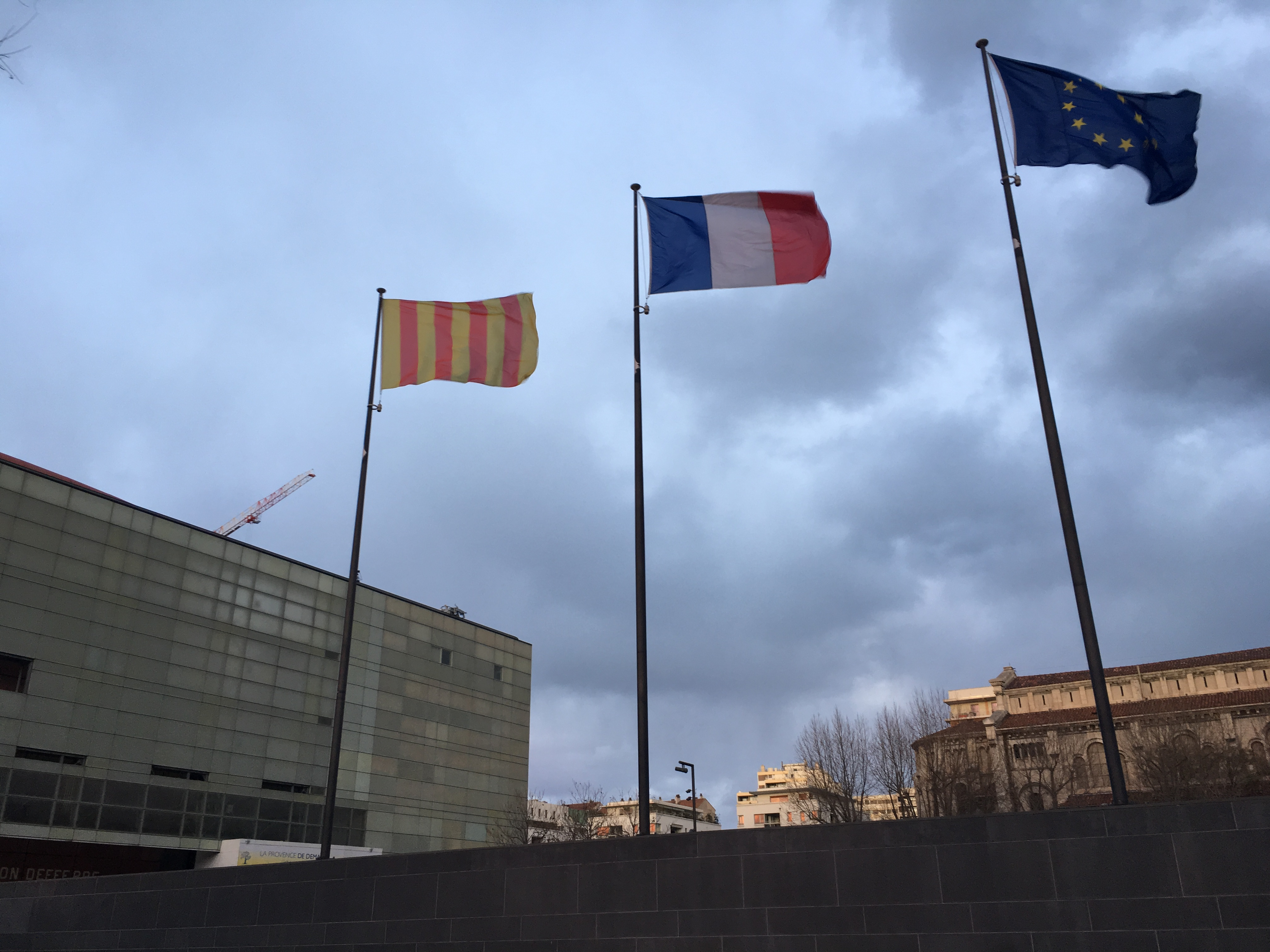
الأعلام أمام أرشيفات ومكتبة دائرة بوش دو رون.
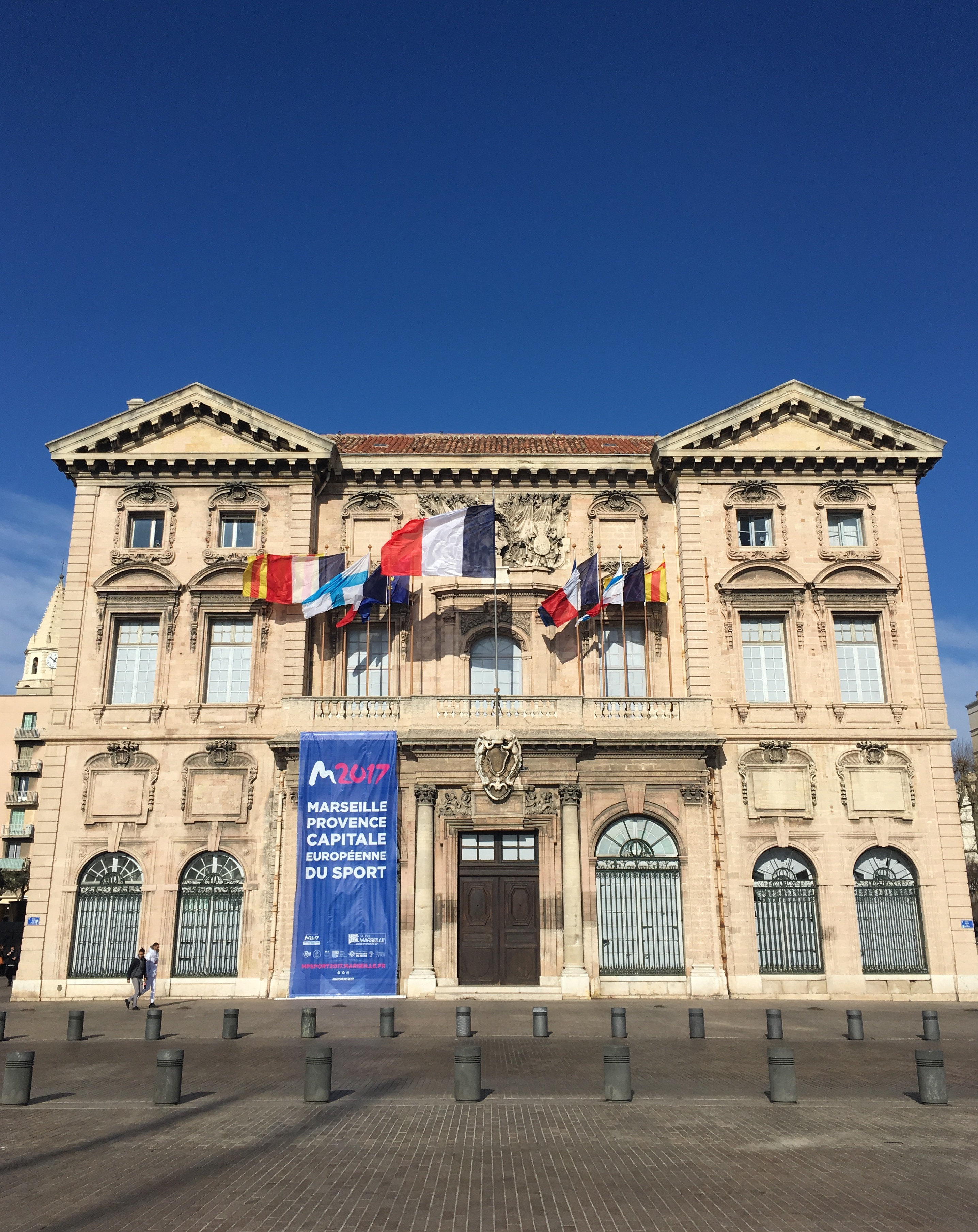
قاعة مدينة مرسيليا.

### دوفينيه
الدلفين هو رمز دوفينيه، والجزء الجنوبي الشرقي منها يشكل مقاطعة الألب العليا.

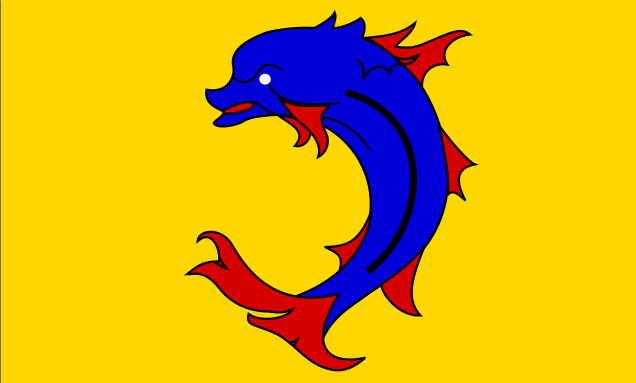
علم دوفيني فيينوا
علم دوفيني (بعد ضمها إلى فرنسا عام 1349)

### نيس
يعود أصل النسر إلى الإمبراطورية الرومانية المقدسة، التي كانت تتبعها بيت سافوي؛ وكان رمزًا لمقاطعة نيس. وهو الآن موجود على شعارات النبالة فيمنطقة الألب البحرية ومدينة نيس.

علم نيس

### أفينيون ومقاطعة فينايسين
أفينيون وكومتات فيناسين هما ممتلكتان سابقتان للبابا، في مملكة فرنسا منذ ضم بروفانس إلى فرنسا عام 1481 وضمها عام 1791 أثناء الثورة الفرنسية. وبالتالي، تحمل شعارات النبالة والأعلام الخاصة بهما المفاتيح، وهي رموز البابوية. يمكن العثور عليها على شعار النبالة لإقليم فوكلوز، الذي ضّم أفينيون وكومتات فيها عام 1793. ينقسم الشعار إلى أرباع، الأول لكومتات فيناسين (مفتاحان في صليب مقدس)، والثاني لبروفانس الحديثة (أبت التي كانت تنتمي في الأصل إلى بوش دو رون)، والثالث لإمارة أورانج (أمير أورانج ناساو سابقًا) والرابع لأفينيون (ثلاثة مفاتيح موضوعة في اتجاه متقابل). يتم تمثيل هذا الشعار أحيانًا في شكل علم.

شعار النبالة لأفينيون
علم كومتات فينايسين

ومع ذلك، حتى في أفينيون وكومتات فينايسين، لا يزال العلم الأحمر والذهبي لبروفانس مستخدمًا على نطاق واسع اليوم.

### علم أوكيتان

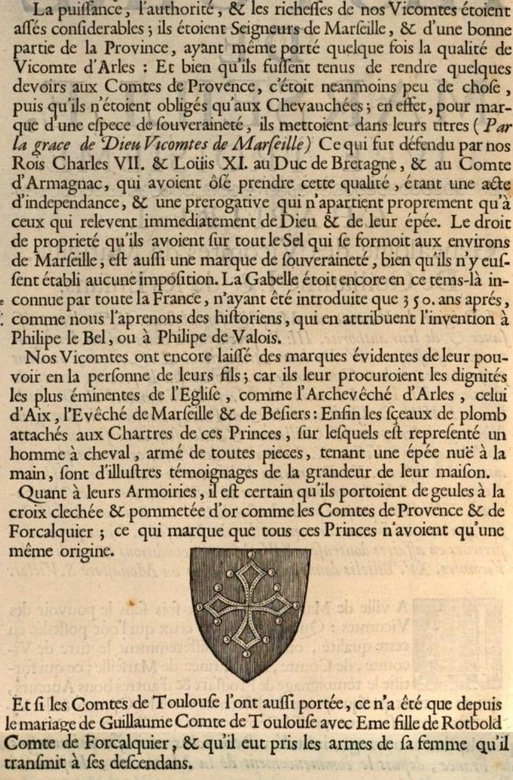
مقتطف من تاريخ مرسيليا، للويس أنطوان دي روفي.

العلم الأوكيتاني علم تاريخي لبروفانس، وكان صليب فيناسك رمزًا لماركيزية بروفانس قبل وأثناء سيطرة كونتات تولوز وكذلك فيكونتات مرسيليا. ويشير لويس أنطوان دي روفي في كتابه "تاريخ مدينة مرسيليا" إلى مكانة هذا الصليب في شعارات النبلاء البروفنساليين، مضيفًا أنه لم يصبح شعار كونتات تولوز إلا بعد زواج كونت تولوز من ابنة كونت فوركالكييه.

يُستخدم علم أوكيتان أحيانًا اليوم للدلالة على انتمائها إلى أوكيتاني. كما يُوجد الصليب في شعارات بعض البلدات البروفنسية الواقعة في ماركيز بروفانس السابق أو في مقاطعة فينايسين (فيناسك، جيغونداس، ميثامي، سان ديدييه).

علم أوكسيتانيا